# Edward Bulwer-Lytton
Edward George Bulwer-Lytton (Londres, 25 de maio de 1803 — Torquay, 18 de janeiro de 1873) foi um escritor, romancista, poeta, dramaturgo e político inglês. Ele era imensamente popular entre os leitores e escreveu uma série de Best-Sellers que lhe renderam uma fortuna considerável.Também foi rosa-cruz.Ele está enterrado na Abadia de Westminster.

## Vida

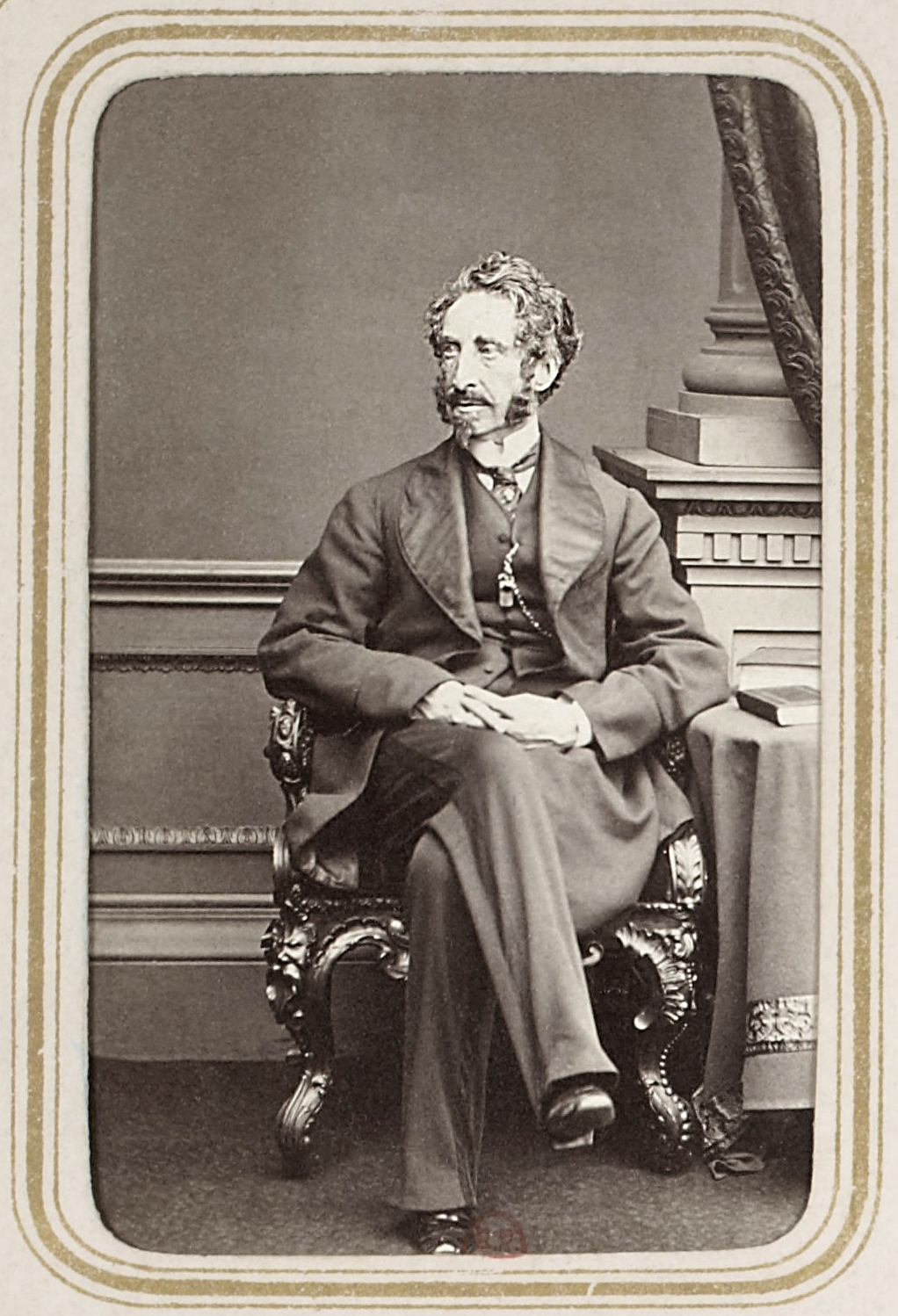

Edward George Bulwer-Lytton nasceu em 25 de maio de 1803 , filho do General William Earle Bulwer e Elizabeth Barbara Lytton. Ele teve dois irmãos mais velhos, William Earle Lytton Bulwer (1799–1877) e Henry Bulwer (1801–1872).
Quando Edward tinha quatro anos, seu pai morreu e sua mãe se mudou para Londres. Ele foi uma criança delicada, neurótica e estava infeliz na maioria das escolas que passava. Mas quando tinha quinze anos, uma de suas professoras o encorajou a publicar seu primeiro livro independente "Ishmael and Other Poems".

## Obras
- Zanoni.
- Zicci, um Conto.
- Os Últimos Dias de Pompeia (The Last Days of Pompeii).
- O Último dos Barões (The Last of the Barons).
- Vril, O Poder da Raça Futura (Vril: The Power of the Coming Race).
- Rienzi - adaptado para ópera por Richard Wagner.